# Štika obecná
Štika obecná (Esox lucius; Linnaeus, 1758) je dravá ryba z čeledi štikovitých. Patří mezi nejznámější sladkovodní dravce Evropy. Je hojně vyhledávána sportovními rybáři, v České republice je tato ryba hájená od 1. ledna do 15. června a její minimální lovná délka činí 50 centimetrů.

## Popis

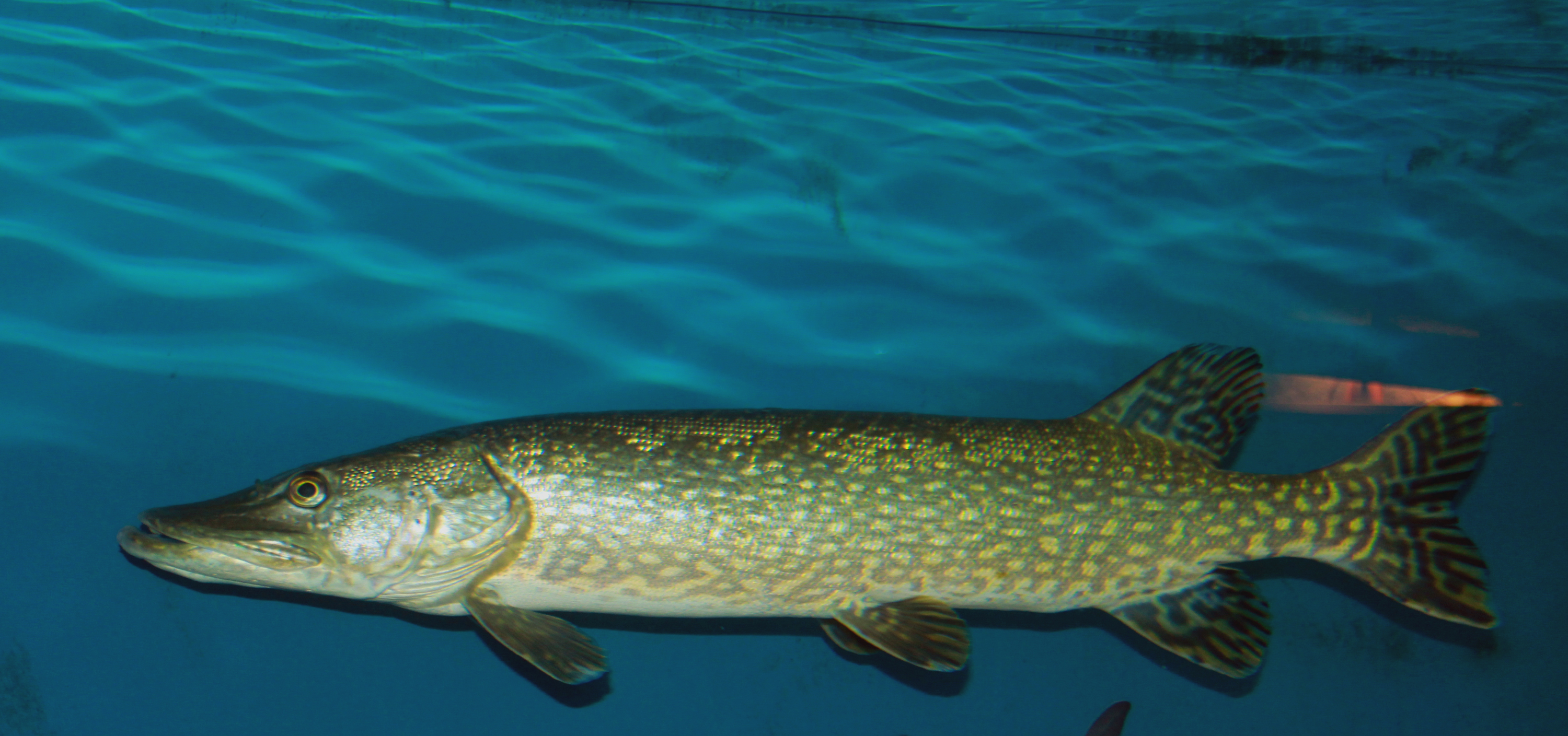
Štika obecná na výstavě Pod hladinou Vltavy v Praze

Štika je velmi dobře uzpůsobena dravému způsobu života. Má protáhlé válcovité tělo s hřbetními a řitními ploutvemi posunutými k ocasu. Charakteristická je pro tento druh dlouhá zploštělá hlava složená z nápadně ozubených čelistí, z nichž dolní je nápadně delší. Zuby jsou u štik přítomny i na jazyku a patrových kostech. Toto uspořádání umožňuje štice rychlý start za kořistí. Zuby jsou mírně zahnuté dovnitř, pro lepší fixaci kořisti. Po opotřebování se tyto zuby nahrazují.
Tělo je svrchu a na bocích zelenohnědé barvy a je pokryté světlými skvrnami a svislými tmavými pruhy. Břicho je světlejší, zpravidla špinavě bílé až žluté. Oko je žluté, ploutve tmavší a příčně pruhované. Štika může dorůstat délky přes 1,5 metru a dosahovat hmotnosti i přes 25 kg (ojediněle mohou dosahovat hmotnosti až 35 kg), v českých podmínkách jsou za velké kusy považovány již 10 kg vážící štiky.
Nejvyšší hlášený věk u štiky byl třicet let.

## Determinační znaky
Hřbetní ploutev má 3–6 nerozvětvených paprsků a dalších 10–16 rozvětvených, řitní ploutev 4–7 nerozvětvených a 10–13 rozvětvených paprsků, na prsní ploutvi bývá obvykle 1 nerozvětvený a 11–16 rozvětvených paprsků a na břišní 1–2 nerozvětvené a 7–11 rozvětvených.
V hlavní postranní čáře je 110–144 šupin, nad postranní čárou je 14–17 řad šupin a pod postranní čárou 12–15 řad šupin.
Samci zpravidla dosahují délky do 100 cm, samice až 150 cm.

## Výskyt a ekologie
Štika obecná je nejrozšířenější z pěti zástupců čeledi štikovitých. Její areál přirozeného výskytu zahrnuje Evropu (mimo Pyrenejský poloostrov a jižní oblast Apeninského a Balkánského poloostrova), Severní Asii a Severní Ameriku.
V Alpách se může vyskytovat v nadmořských výškách až 1500 m n. m. Zároveň štikám nevadí ani brakická voda a vyskytují se i v pobřežních vodách Baltského moře.
Není příliš náročná ohledně typu vod, nicméně preferuje mělké, méně proudivé vody s písečným dnem a bohatou vegetací. Obsazuje tak různá vodní prostředí s dostatkem kořisti - od pstruhových bystřin, rybníků, řek až po přehradní nádrže. Ideálním prostředím jsou velké čerstvě napuštěné nádrže – vodní nádrž Lipno byla několik let po svém napuštění nejbohatším lovištěm štik v Evropě. Velkou populační explozi štik zaznamenala krátce po svém napuštění i přehrada Slezská Harta po povodních v roce 1997.
Může se vyskytovat v hloubce do třiceti metrů, preferuje však hloubku do pěti metrů.

## Způsob života a potrava
Štika obecná detekuje kořist především zrakem, proto je aktivní během dne, přičemž její potravou jsou zejména ryby odpovídající velikosti, např. okoun, ježdík, hrouzek, oukleje, plotice, proudník. Nezřídka se její potravou stávají obojživelníci, drobní hlodavci, či menší jedinci vlastního druhu (kanibalismus je u štik poměrně rozšířen). Odhaduje se, že na přírůstek jednoho kilogramu hmotnosti spotřebuje pět až sedm kilogramů potravy, přičemž mladší kusy rostou rychleji než starší. Štika je teritoriální ryba, proto ji můžeme nalézat na stejném místě. Své teritorium si hlídá před ostatními dravci.
Část štik, žijících na velkých vodních plochách jako jsou přehrady, jezera či brakická voda, nežije teritoriálním, ale pelagickým způsobem života, kdy migrují na volné vodní ploše za hejny ryb, zejména plotic, sleďů a síhů. Tyto štiky pak označujeme jako pelagické nebo také hlubinné.

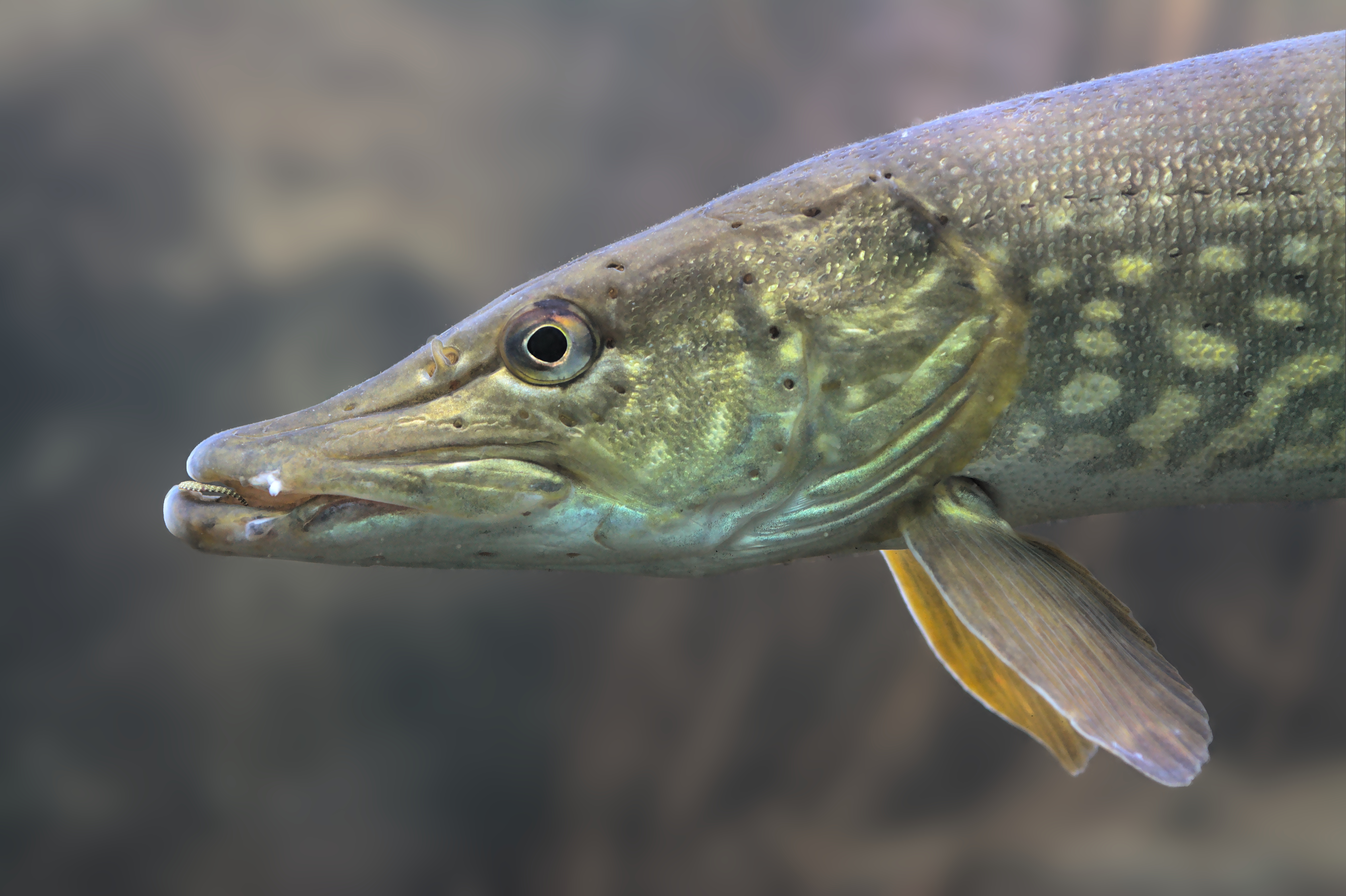
Detail hlavy

## Rozmnožování
Tření štik probíhá od února do května v závislosti na daném prostředí , nicméně jsou upřednostňovány klidné, teplé vody s hustým porostem, kde vegetace poskytuje substrát pro nalepení jiker. Typické biotopy jsou mrtvá ramena, polomy, skály, ostrůvky, kde se může plůdek dobře skrýt (ideální jsou čerstvě zatopené louky). Samotný výtěr trvá na dané lokalitě přibližně 2-3 týdny. Probíhá během slunných dnů, v době, kdy je voda nejvíce prohřátá, čili v odpoledních hodinách. K líhnutí plůdků dochází mezi 12.-15. dnem. Mlíčák pohlavně dospívá mezi prvním a třetím rokem, jikernačka mezi třetím a pátým rokem. Samice může vyprodukovat až 250 000 jiker.
V prvních letech svého života je štika naší nejrychleji rostoucí rybou. V dobrých podmínkách může rok po vylíhnutí z jikry měřit přes čtyřicet centimetrů a někdy i víc než půl metru. V přírodě je ale u ročních štik běžnější délka kolem 25 centimetrů.
Dále se sice růst zpomaluje, ale i tak je velmi rychlý. Takové tempo růstu je ovšem podmíněno dostatkem potravy a vhodnými životními podmínkami vůbec. Dokonce i v rámci jedné lokality proto štiky vykazují ve svém růstu značné rozdíly.

## Význam

### Sportovní rybolov
Štika obecná je sportovními rybáři považována za velice cenný úlovek, neboť je poměrně velká a ulovit velkou štiku dá značnou práci i zkušenému rybáři. Je ceněna pro kvalitní rybí maso s nízkým podílem tuku a kostí.
Průměrná hmotnost lovených ryb v České republice je dva až tři kilogramy. Na pstruhových revírech není hájená a je zde považována za škodnou. Při jejím ulovení na pstruhových revírech se nesmí pouštět zpět do vody ani pokud je podměrečná.

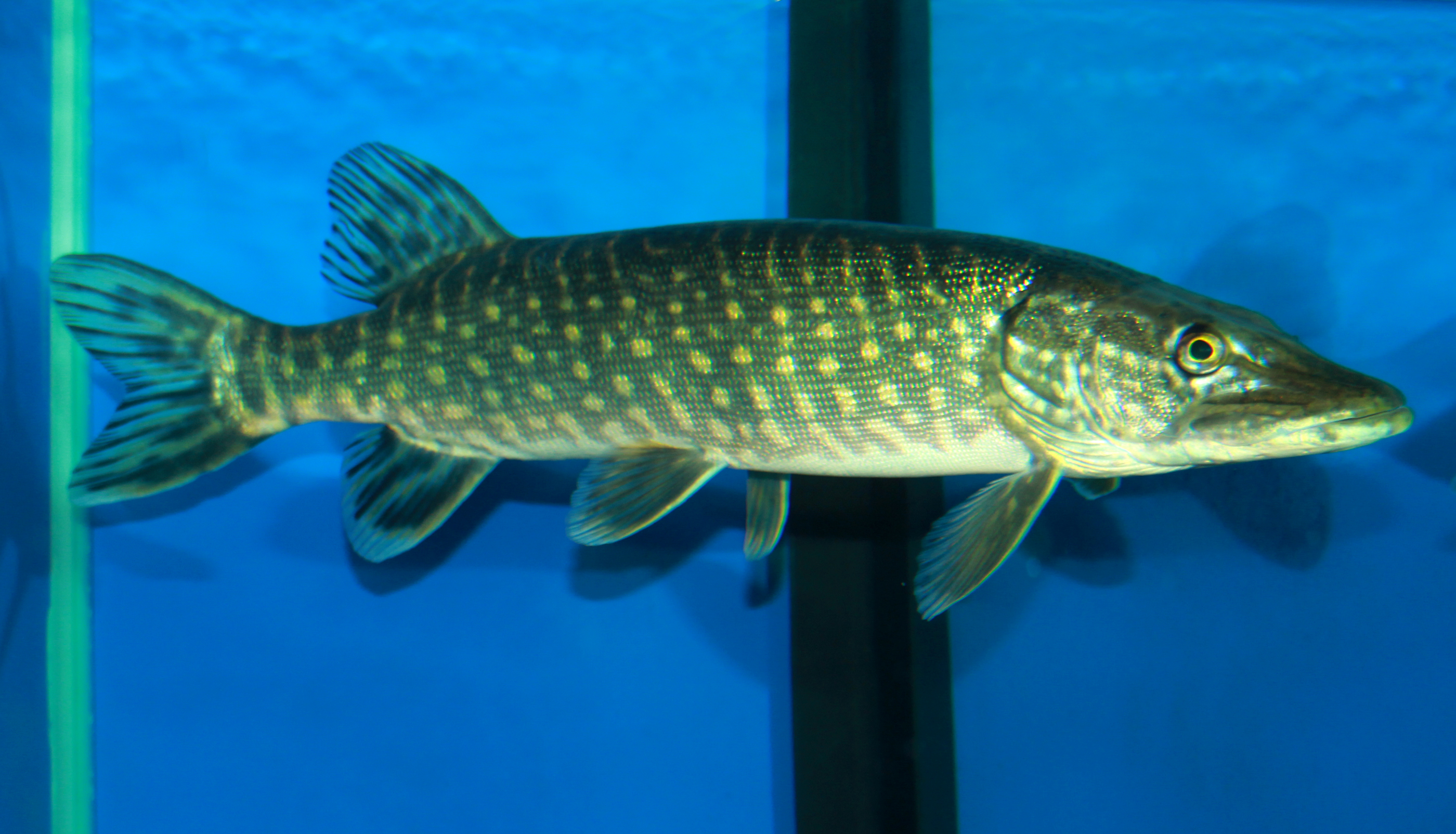
Štika obecná na výstavě Pod hladinou Vltavy v Praze

Striktní omezení lovu štik v České republice na mimopstruhových revírech ČRS:
- lovná míra: 50 cm
- doba hájení: 1. leden – 15. červen. Je pevně stanovena rybářským svazem a je ji nutné dodržovat.

### Regulace osádky v chovných nádržích
Štika byla již v počátcích rybníkářství přidávána do kapřích rybníků, což mělo za následek zvýšení produkce, neboť štiky kaprům ulovily většinu konkurence z řad malých ryb. Živí se také uhynulými, nemocnými, či poraněnými rybami, a tak plní roli jakési zdravotní policie. Ovlivňuje tedy zásadně zdravotní stav rybí populace.

## Přirození nepřátelé
Štičí plůdek je požírán především ostatními rybami a volavkou. Často je také obětí druhového kanibalismu, na což je třeba brát ohled při jejich umělém odchovu. Dospělého věku se dožije jen velmi malá část z nich, v dospělosti je lovena především vydrou a kormoránem.

## Zajímavosti
- Na severu USA a v Kanadě (oblast velkých jezer) občas dochází ke křížení štiky obecné a štiky muskalunga. Křížencům se říká tygří muskalunga, kříženci samci jsou vždy neplodní, samice jsou plodné a kříží se dále s oběma druhy.
- Tzv. jižní štika, žijící v Itálii, byla vždy považována za speciální barevnou mutaci štiky obecné, ale od roku 2011 se na základě výzkumů DNA považuje za samostatný druh (Esox flaviae).
- Při útoku na kořist štika vyvíjí rychlost 3 - 4 m/s, ale je schopná dosáhnout i rychlosti více než dvojnásobné - 7 -9 m/s.[10]